# オーシャンズセブン
オーシャンズセブン（Ocean's Seven、Oceans Seven）は、世界オープンウォータースイミング協会創立者のスティーブン・ミュナトネス（Steven Munatones）が定めた、各大陸にある（厳密には南極を除く大州周辺）7つの海峡である。

## 概要
登山における七大陸最高峰に相当するオープンウォータースイミングにおける指標として、2008年に選定された。7つの海峡全てを遠泳によって横断することは困難なものであり、冒険の対象となっている。2012年にアイルランドのスティーブン・レッドモンドが初めて成功し、2023年10月までに計27人が達成している。

## オーシャンズセブン一覧
- ノース海峡 - アイルランド・スコットランド（22km）
- クック海峡 - 北島・南島（23km）
- カイウイ海峡 - モロカイ島・オアフ島（41.8km）
- イギリス海峡 - イギリス・フランス（34km）
- カタリナ海峡 - サンタカタリナ島・ロサンゼルス（33.7km）
- 津軽海峡 - 本州・北海道（30km）
- ジブラルタル海峡 - スペイン・モロッコ（14.4km）

## 達成者一覧
達成者の一覧はこちらを参照。
|    | 氏名                      | 達成年月日     | 国籍                       | 備考                           |
| -- | ------------------------- | -------------- | -------------------------- | ------------------------------ |
| 1  | Stephen Redmond           | 2012年7月14日  | アイルランド               | 史上初                         |
| 2  | Anna-Carin Nordin         | 2013年7月8日   | スウェーデン               | 女性初                         |
| 3  | Michelle Macy             | 2013年7月15日  | アメリカ合衆国             |                                |
| 4  | Darren Miller             | 2013年8月29日  | アメリカ合衆国             |                                |
| 5  | Adam Walker               | 2014年8月6日   | イギリス                   | [ 8 ]                          |
| 6  | Kimberley Chambers        | 2014年9月2日   | ニュージーランド           |                                |
| 7  | Antonio Argüelles         | 2017年8月3日   | メキシコ                   | [ 9 ]                          |
| 8  | Ion Lazarenco-Tiron       | 2018年1月27日  | モルドバ                   | 内陸国初                       |
| 9  | Rohan Dattatrey More      | 2018年2月9日   | インド                     | アジア人初                     |
| 10 | Abhejali Bernardová       | 2018年2月24日  | チェコ                     |                                |
| 11 | Cameron Bellamy           | 2018年6月21日  | 南アフリカ                 | 南アフリカ人初                 |
| 12 | Lynton Mortensen          | 2018年11月14日 | オーストラリア             | オーストラリア人初             |
| 13 | Thomas “Fleppy” Pembroke  | 2018年12月14日 | オーストラリア             |                                |
| 14 | Nora Toledano Cadena      | 2019年3月30日  | メキシコ                   |                                |
| 15 | Mariel Hawley Dávila      | 2019年3月30日  | メキシコ                   |                                |
| 16 | André Wiersig             | 2019年6月9日   | ドイツ                     |                                |
| 17 | Elizabeth Fry             | 2019年8月25日  | アメリカ合衆国             |                                |
| 18 | Attila Mányoki            | 2019年8月26日  | ハンガリー                 |                                |
| 19 | Jonathan Ratcliffe        | 2019年12月10日 | イギリス                   | [ 13 ]                         |
| 20 | Jorge Crivillés           | 2020年1月1日   | スペイン                   | スペイン人初                   |
| 21 | Adrian Sarchet            | 2020年2月29日  | イギリス王室属領ガーンジー | [ 14 ]                         |
| 22 | Prabhat Koli              | 2023年3月1日   | インド                     |                                |
| 23 | Dina Levačić              | 2023年3月14日  | クロアチア                 | クロアチア人初、最年少（27歳） |
| 24 | Herman van der Westhuizen | 2023年7月16日  | 南アフリカ                 |                                |
| 25 | Andrew Donaldson          | 2023年7月27日  | イギリス                   | 最速の合計時間                 |
| 26 | Stephen Junk              | 2023年9月10日  | オーストラリア             |                                |
| 27 | Kieron Palframan          | 2023年10月6日  | 南アフリカ                 |                                |